# Mulan 2
Mulan 2 (Originaltitel: Mulan II, Alternativtitel: Mulan – Auf geheimer Mission) ist die Fortsetzung des Films Mulan und zugleich die 35. Direct-to-Video-Produktion der Walt Disney Studios. Der Film erschien im Jahr 2004. Regie führten Tony Bancroft und Barry Coock.

## Handlung
Die temperamentvolle als Heldin gefeierte Mulan und General Shang wollen heiraten. Mulans Eltern stellen fest, dass die beiden sehr verschieden sind, und schenken ihnen zwei Halsketten, die zusammengefügt das Symbol von Yin und Yang ergeben, um sie darauf hinzuweisen, dass zwei verschiedene Hälften nur zusammen richtig wirken können. Eine Nachricht vom Kaiser ruft sowohl Mulan als auch Shang zum Kaiser. Begleitet wird Mulan von zwei Freunden, die sich in ihrer Satteltasche verstecken: Cri-Kee, die „Glücksgrille“, und der Drache Mushu. Mushu hat von den Ahnen der Familie erfahren müssen, dass nach Mulans Hochzeit die Vorfahren des Ehemannes die Pflichten des Wächters übernehmen. Das bedeutet für Mushu, dass er seine alte Stelle als Diener der Geister wieder antreten muss. Das passt ihm gar nicht, denn er hat sich längst an eine Luxusbehandlung gewöhnt. Er beschließt, das glückliche Paar auseinanderzubringen, unter der Vorgabe, sie würden sowieso nicht zueinander passen und er wolle Mulan nur davor bewahren, in ihr Unglück zu rennen. Aber Cri-Kee durchschaut Mushus selbstsüchtige Absichten und gerät darüber immer wieder in Streit mit ihm.
In Peking angekommen erklärt der Kaiser Mulan und Shang ihren Auftrag: Sie sollen seine drei Töchter nach Qi-Gong eskortieren. Die dortigen Prinzen sollen mit den Mädchen vermählt werden, um eine Allianz mit Qi-Gong zu erschaffen, die zu mächtig ist, als dass die Mongolen einen Überfall wagen würden. Mulan ist nicht einverstanden mit der Vorstellung von einer arrangierten Ehe; auch dass der Kaiser seine eigenen Töchter derart verkauft, schockiert sie. Aber sie kann natürlich nichts dagegen tun. Für die Eskorte wählt Shang drei Männer aus seiner alten Armee aus: den brummigen und manchmal aggressiven Yao, den sanften, aber verfressenen Chien-Po und den Witzbold Ling. Die drei mussten auf der Suche nach entsprechenden Ehefrauen einen schweren Rückschlag einstecken und freuen sich, Mulan und Shang begleiten zu dürfen. Als sie spätnachts die Prinzessinnen abholen, muss Mulan feststellen, dass Ting-Ting, Mei und Su ihre Verlobten bisher noch nicht einmal gesehen haben. Darüber hinaus verlieben sich Yao und Mei ineinander.
Im Verlauf der Reise kommen sich auch Chien-Po und Su näher, doch Ling wirbt vergeblich um Prinzessin Ting-Ting, die sehr viel strenger als die anderen beiden auf Einhaltung ihrer Pflichten achtet und völlig humorlos zu sein scheint, weshalb sie vor Lings Scherzen buchstäblich davonläuft. Mushu schikaniert Shang, wo er nur kann, um ihn vor Mulan wie einen Trottel dastehen zu lassen. Diese nimmt das jedoch sehr locker; sie ahnt nicht, dass Mushu hinter all dem steckt. Schließlich kommt es zu einem Unfall. Die Kutsche der Prinzessinnen stürzt einen Wasserfall hinunter. Zwar bleiben alle unverletzt, aber Shang ist so gereizt, dass er (mit heimlicher Nachhilfe von Mushu) einen Streit mit Mulan vom Zaun bricht. Aber schließlich versöhnen sie sich wieder. Mei leidet unter ihrer Verlobung und ihren Verpflichtungen gegenüber dem Königreich, auf die Ting-Ting sie immer wieder hinweist. Als sie Mulan um Rat fragt, meint diese, dass man immer nur seinem eigenen Herzen verpflichtet sei. Mei streitet sich daraufhin mit Ting-Ting und schreibt einen Brief an ihren Vater, dass sie weglaufen will, um den Prinzen von Qi-Gong nicht heiraten zu müssen. Als ihre Schwestern den Brief entdecken, ist Ting-Ting vorerst wütend, aber dann tröstet sie Mei. Sie sagt, es ist für jede Prinzessin vorherbestimmt, allein ihrem Land zu dienen und besser nicht nach mehr zu fragen. Aber Mei und Su wollen lieber wie alle anderen Mädchen sein, frei ihre Meinung äußern und von allen Zwängen befreit sein. Schließlich wird auch Ting-Ting davon angesteckt.
Nachts schleichen sich die Prinzessinnen mit den Soldaten fort, die mit ihnen auf ein Dorffest gehen. Dort stellt sich auch heraus, dass Ting-Ting sehr wohl Humor hat, nur nicht gerne lacht, weil ihr Lachen ihr peinlich ist. Ling allerdings hindert das nicht daran, die Prinzessin doch noch für sich zu erobern. Inzwischen hat Mushu durch einen Trick schon wieder einen Streit provoziert. Shang schreit die völlig ahnungslose Mulan an, die wütend auf ihn allein nach den entwischten Schutzbefohlenen sucht. Mushu weckt daraufhin Shang auf, der den Brief im Zelt der Prinzessinnen findet und die dort verwendete Formulierung über die Verpflichtung gegenüber dem eigenen Herzen auf Mulan schiebt. Im Dorf verbietet er den Soldaten weiteren Kontakt zu den Prinzessinnen und schreit Mulan derart an, dass sie die Verlobung löst. Mushu freut sich über seinen Erfolg, doch nur kurzzeitig: Mulan ist so niedergeschlagen, dass Mushu unter dem Druck seines schlechten Gewissens gesteht.
Mulan ist wütend auf Mushu, sie will sich mit Shang versöhnen. Aber bevor es dazu kommt, werden sie von einer Truppe Mongolen überfallen. Diese versuchen, Mei zu entführen. Als das misslingt, schneiden sie die Seile der Brücke durch, auf der sich immer noch Mulan und Shang befinden. Shang bittet Mulan um Vergebung und lässt sich fallen, um ihr die sichere Rückkehr an den Rand der Schlucht zu ermöglichen. In ihrer Verzweiflung beschließt Mulan, dass Shangs Tod nicht umsonst gewesen sein soll: Sie geht ohne die Prinzessinnen und ohne die Soldaten nach Qi-Gong und behauptet vor dem Grafen, Ting-Ting, Mei und Su seien umgekommen. Um die Allianz zu retten, bietet sie sich selbst als Braut an, was angenommen wird, denn sie ist die größte Heldin von China. Sie wird den ältesten Sohn des Grafen heiraten; einen unreifen, kindischen Bengel. Aber weil sie um Shang trauert, ist es ihr egal. Auch Mushu kann sie nicht trösten. Sie weiß nicht, dass Shang überlebt hat. Er hat den Rest des Reisetrupps getroffen und ist nun auf dem Weg nach Qi-Gong, wo er in die Trauzeremonie platzt. Mulan ist überglücklich, ihn lebend zu sehen, aber der Graf befiehlt, Shang festzunehmen. Mushu weiß, dass er den beiden etwas schuldet. Er versteckt sich in der Statue des Großen Drachen der Einheit und gibt sich als dieser aus. So kann er sich über den Willen des verängstigten Herrschers hinwegsetzen und traut Mulan und Shang an Ort und Stelle miteinander, ohne die Allianz von China mit Qi-Gong zu gefährden. Nur Mulan weiß, wem sie das verdankt.
Zuhause verabschiedet sich Mushu gerade vom süßen Leben als Wächter, als Shang die Tempel seiner Familie mit Mulans Familientempel zusammensetzt. Mushu darf seinen Job als Wächter behalten. Von Mulan erfährt er, dass Shang nun alles über ihn weiß, aber das ist in Ordnung, weil jetzt auch zwischen Mushu und Mulan wieder Frieden herrscht.

## Synchronisation
Die Originalsprecher des ersten Filmes sprachen auch in diesem Film mit, außer Eddie Murphy, der Mushu in Mulan im Englischen spricht. Murphy wurde ersetzt durch Mark Moseley.
| Rolle                          | Originalsprecher | Deutscher Sprecher     |
| ------------------------------ | ---------------- | ---------------------- |
| Mulan (Sprache)                | Ming-Na Wen      | Dascha Lehmann         |
| Mulan (Gesang)                 | Lea Salonga      | Heike Gentsch          |
| Hauptmann Li Shang             | B.D. Wong        | Johannes Berenz        |
| Mushu                          | Mark Moseley     | Otto Waalkes           |
| Cri-Kee                        | Frank Welker     |                        |
| Prinzessin Mei                 | Lucy Liu         | Natascha Petz          |
| Yao                            | Harvey Fierstein | Tommi Piper            |
| Prinzessin Ting-Ting (Sprache) | Sandra Oh        | Anja Stadlober         |
| Prinzessin Ting-Ting (Gesang)  | Judy Kuhn        | Marion Musiol          |
| Ling                           | Gedde Watanabe   | Wilfried Herbst        |
| Prinzessin Su                  | Lauren Tom       | Manja Doering          |
| Chien-Po                       | Jerry Tondo      | Markus Majowski        |
| Der Kaiser                     | Pat Morita       | Friedrich Schoenfelder |
| Urahn                          | George Takei     | Horst Lampe            |
| Großmutter Fa                  | June Foray       | Luise Lunow            |
| Fa Li                          | Freda Foh Shen   | Inken Sommer           |
| Fa Zhou                        | Soon-Tek Oh      | Bodo Wolf              |

## Kritiken
„[…] immer noch unterhaltsam, wenn auch weit serieller und schablonenartiger gefertigt als der Kinoerfolg.“